# Lepistemonopsis volkensii
Lepistemonopsis volkensii är en vindeväxtart som beskrevs av Dammer. Lepistemonopsis volkensii ingår i släktet Lepistemonopsis och familjen vindeväxter. Inga underarter finns listade i Catalogue of Life.